# Timrå kommun
62°30′N 17°20′Ø / 62.500°N 17.333°Ø
Timrå kommune ligger i länet Västernorrlands län i landskapet Medelpad i landsdelen Norrland i Sverige . Kommunen grænser til nabokommunene Härnösand og Sundsvall. Kommunens administrationscenter ligger i byen Timrå.

## Geografi
Kommunen har nåleskovklædte ås inde i landet og et delvist opdyrkede kystlandskab mod Østersøen. Indalsälven munder ud i havet i Timrå.
E4 går gennem kommunen. Timrå er forbundet med det svenske jernbanenettet med Ådalsbanan. Sundsvall-Härnösand flyveplads ligger i kommunen.

## Byer
Timrå kommune hadde fire byer i 2005.
I tabellen vises antal indbyggere per 31. december 2005.
| #  | By          | Indbyggere |
| -- | ----------- | ---------- |
| 1. | Timrå       | 10 199     |
| 2. | Söråker     | 2 271      |
| 3. | Bergeforsen | 1 535      |
| 4. | Stavreviken | 231        |

## Eksterne kilder og henvisninger
1. ↑  Statistiska centralbyrån: Kommunarealer den 1 januar 2012
2. ↑  Statistiska centralbyrån: Folkmängd i riket, län och kommuner 30 september 2012

Offisiel hjemmeside for Timrå